# کولتون آیورسون
کولتون آیورسون (انگلیسی: Colton Iverson؛ زادهٔ ۲۹ ژوئن ۱۹۸۹) بازیکن بسکتبال اهل ایالات متحده آمریکا است.
از باشگاه‌هایی که در آن بازی کرده‌است می‌توان به باشگاه بسکتبال ساسکی باسکونیا، باشگاه بسکتبال آندورا، و باشگاه بسکتبال کاناریاس اشاره کرد.